# Pheidole terresi
Pheidole terresi är en myrart som beskrevs av Wheeler och Mann 1914. Pheidole terresi ingår i släktet Pheidole och familjen myror.

## Underarter
Arten delas in i följande underarter:
- P. t. illota
- P. t. terresi